# Dieldrina
La dieldrina es un plaguicida prohibido en todas sus formulaciones y usos por ser dañino para la salud humana y el medio ambiente.

## Resumen de la medida de prohibición
La Dieldrina fue excluida de la lista de sustancias activas autorizadas para el uso en productos de protección de plantas en 1969 bajo la Ley para protección de plantas contra plagas y pestes, en numerosos países. 
Prohibida la producción, uso y comercialización de todos los productos de protección de plantas que contengan dieldrina.  
La dieldrina está designada como un producto químico CFP.

## Peligros y riesgos conocidos respecto a la salud humana
La dieldrina es altamente tóxica para el ser humano, con altos niveles de exposición a corto plazo causa dolor de cabeza, mareo y temblores seguidos de convulsiones, pérdida del conocimiento y posible muerte.
Alta toxicidad para el ser humano, los residuos fueron detectados en el agua, en el terreno y en los tejidos humanos. Persistente y bioacumulativo. 

## Síntesis
La dieldrina se puede formar a partir de la reacción de Diels-Alder de hexacloro-1,3-ciclopentadieno con norbornadieno seguida de epoxidación del producto de adición con un peroxiácido tal como ácido peracético o ácido metacloroperbenzoico como se muestra a continuación.

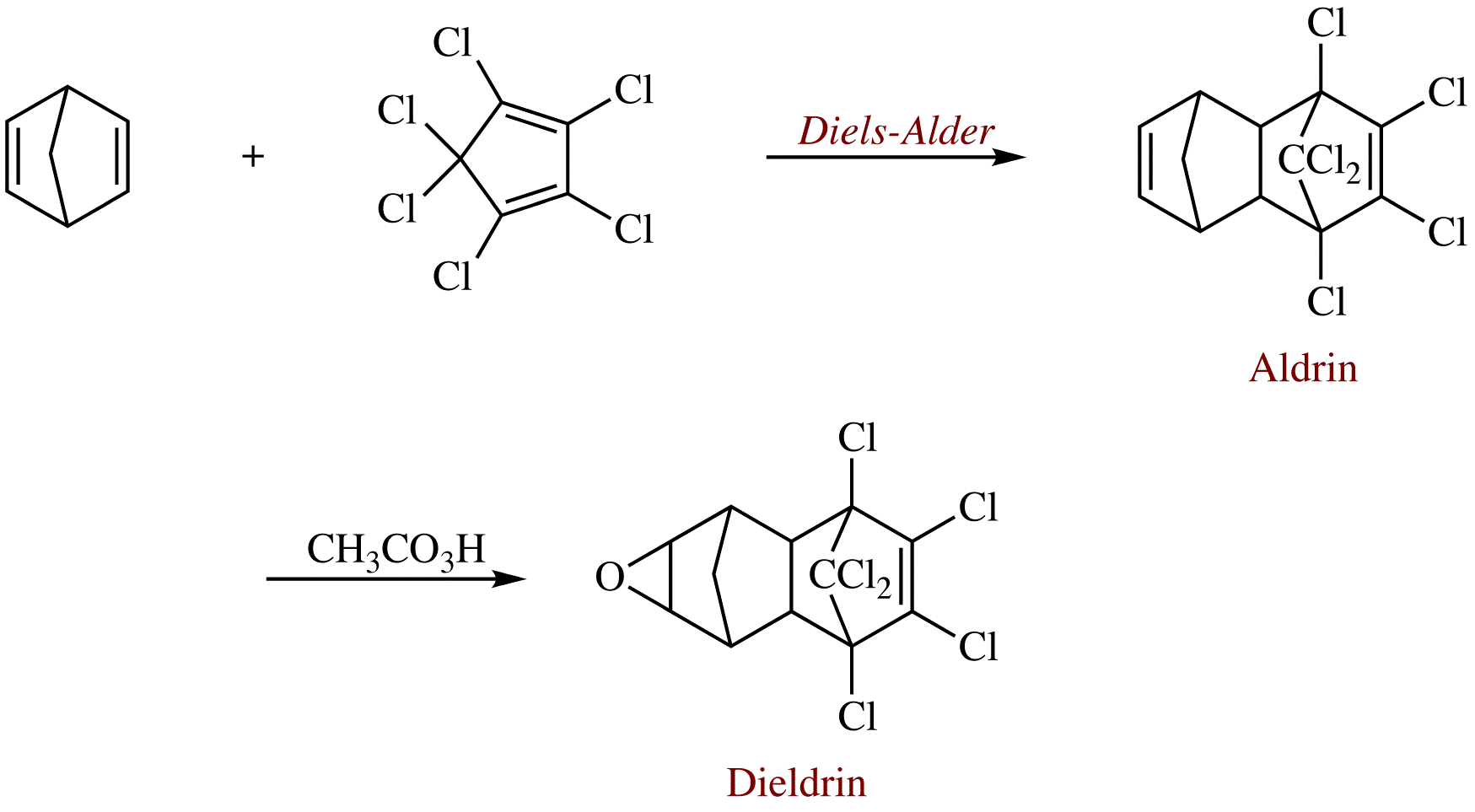
Síntesis de la dieldrina

## Peligros y riesgos conocidos respecto al medio ambiente
Alta toxicidad para muchos animales, persistencia en el medio ambiente, especialmente en áreas templadas y bioacumulativo en la cadena alimentaria.
La dieldrina es altamente tóxica para los peces, crustáceos y muchas especies de aves y animales. Dosis orales de dieldrina han causado cáncer de hígado en ratones pero no en ratas.